# Çiçi
Çiçi (hay còn gọi là Chichi, Dare-Chichi, và Dera-Chichi) là một làng đô thị thuộc vùng Quba của Azerbaijan.  Có dân số là 1,131 người.  Thành phố này bao gồm các làng Çiçi, Qənidərə và Raziyələr.